# Puchar Polski (województwo śląskie) w piłce nożnej mężczyzn (2023/2024)
W sezonie 2023/2024 Puchar Polski na szczeblu województwa śląskiego składał się z czterech rund, z udziałem dwunastu drużyn – zwycięzców pucharów okręgowych:
- Podbeskidzie II Bielsko-Biała (OPP Bielsko-Biała 2023/2024[1])
- Drama Zbrosławice (OPP Bytom 2023/2024[2])
- Victoria Częstochowa (OPP Częstochowa 2023/2024[3])
- Ruch II Chorzów (OPP Katowice 2023/2024[4])
- Unia Kalety (OPP Lubliniec 2023/2024[5])
- Unia Turza Śląska (OPP Racibórz 2023/2024[6])
- ROW 1964 Rybnik (OPP Rybnik 2023/2024[7])
- Beskid Skoczów (OPP Skoczów 2023/2024[8])
- Zagłębie II Sosnowiec (OPP Sosnowiec 2023/2024[9])
- LKS Goczałkowice-Zdrój (OPP Tychy 2023/2024[10])
- Górnik II Zabrze (OPP Zabrze 2023/2024[11])
- Orzeł Łękawica (OPP Żywiec 2023/2024[12])

Rozgrywki wyłoniły zwycięzcę wojewódzkiego Pucharu Polski i uczestnika Pucharu Polski na szczeblu centralnym w sezonie 2024/2025, którym została drużyna rezerw Podbeskidzia Bielsko-Biała. 

## I runda
Losowanie tej rundy odbyło się 3 kwietnia 2024. Zagłębie II Sosnowiec, Beskid Skoczów, LKS Goczałkowice-Zdrój i Unia Kalety otrzymały wolny los.
| 23 kwietnia 2024 | Podbeskidzie II Bielsko-Biała                                   | 3:2   | Górnik II Zabrze                                |  |
| 14:00            | Samuel Nnoshiri 33' · Marco Siverio 51' · Sylwester Lusiusz 81' | (1:1) | 29' Miłosz Rogula · 66' (k.) Dawid Niedźwiedzki |  |

| 23 kwietnia 2024 | Ruch II Chorzów | 0:1   | Orzeł Łękawica     |  |
| 17:30            |                 | (0:0) | 90' Seweryn Caputa |  |

| 23 kwietnia 2024 | ROW Rybnik                            | 2:2 k. 3:4    | Unia Turza Śląska                               |  |
| 17:30            | Jakub Kosela 34' · Jan Janik 90' (k.) | (1:1, k. 3:4) | 23' (k.) Michał Mazur · 64' Dominik Klimkiewicz |  |

| 23 kwietnia 2024 | Drama Zbrosławice                                                                        | 4:2   | Victoria Częstochowa    |  |
| 17:30            | Robert Chwastek 16' · Robert Boryczka 23' · Daniel Liszka 65' (k.) · Filip Kotalczyk 70' | (2:2) | 14', 43' Oskar Krawczyk |  |

## 1/4 finału
Losowanie tej rundy odbyło się 25 kwietnia 2024
| 7 maja 2024 | LKS Goczałkowice-Zdrój | 0:0 k. 4:2 | Unia Turza Śląska |  |
| 17:30       |                        |            |                   |  |

| 7 maja 2024 | Unia Kalety      | 1:1 k. 1:4    | Drama Zbrosławice |  |
| 18:00       | Adrian Golec 90' | (0:1, k. 1:4) | 45' Marek Ptak    |  |

| 7 maja 2024 | Beskid Skoczów      | 1:2   | Podbeskidzie II Bielsko-Biała            |  |
| 18:00       | Jakub Małkowski 45' | (1:1) | 45' Marco Siverio · 58' Michał Studnicki |  |

| 15 maja 2024 | Orzeł Łękawica | 0:1   | Zagłębie II Sosnowiec  |  |
| 18:00        |                | (0:1) | 30' Mateusz Mielczarek |  |

## 1/2 finału
Losowanie tej rundy odbyło się 25 kwietnia 2024
| 21 maja 2024 | Drama Zbrosławice | 1:3   | LKS Goczałkowice-Zdrój                        |  |
| 17:00        | Marek Ptak 90'    | (0:1) | 42', 54' Michał Nagrodzki · 90' Dawid Lipniak |  |

| 21 maja 2024 | Podbeskidzie II Bielsko-Biała                                       | 4:1   | Zagłębie II Sosnowiec |  |
| 18:00        | Michał Stryjewski 6', 72' · Maciej Felsch 25' · Samuel Nnoshiri 63' | (2:1) | 34' Piotr Wojdas      |  |

## Finał
| 4 czerwca 2024 | Podbeskidzie II Bielsko-Biała | 0:0 k. 4:1 | LKS Goczałkowice-Zdrój |               |
| 18:00          |                               |            |                        | Bielsko-Biała |